# Robert Frederick Inger
Robert Frederick Inger est un herpétologiste américain né le 10 septembre 1920 à Saint-Louis, Missouri, et mort le 12 avril 2019 à Chicago, Illinois.
Il a travaillé au département de zoologie du Field Museum of Natural History à Chicago.